# Вафин, Семиулла
Семиулла Вафин (также известен как Вафа, фин. Semiulla Wafin / Wafa — тат. Сәмигулла Зиннәтулла улы Вафин; 8 [21] февраля 1909, Актуково, Нижегородская губерния, Российская империя — 18 декабря 1983, Тампере, Хяме) — татарский купец, лавочник, общественный и культурный деятель, проживавший в Тампере. Вафин десятилетиями управлял магазином тканей своего отца в Тампере. Вафин переехал в Финляндию  ребёнком.

## Биография
Вафин родился в Нижегородской губернии, в селе Актуково. Его имя означает «тот, кто слушает Аллаха». В 1925 году он начал работать в магазине тканей своего отца Зиннатуллы. После смерти отца Вафин возглавил магазин и был менеджером в 1941—1982 годах. Вафин был одним из основателей исламской ассоциации в Тампере. Он работал его председателем с 1951 года до своей смерти. Среди татарской общины Тампере Вафин был известен как человек, приверженный сохранению и развитию татарской культуры в Финляндии. Некоторое время он был учителем детей своей общины, а также писал зарубежным татарам об их жизни в Финляндии. Он также издавал книги, например, с Гайсой Хакимджановой и Хабибуррахманом Шакировым. В войне-продолжении Вафин был лейтенантом. Женой Вафина была Махруса Алдаргарова, родившаяся в Синьцзяне. Она была дантистом, а также писателем, писавшим для журнала Гайджаза Исхаки. Детьми Самиуллы и Махрусы Вафин были Бату, Урхан и Фуад. Вафин похоронен в Кангасала.